# Rosnowo (powiat koszaliński)

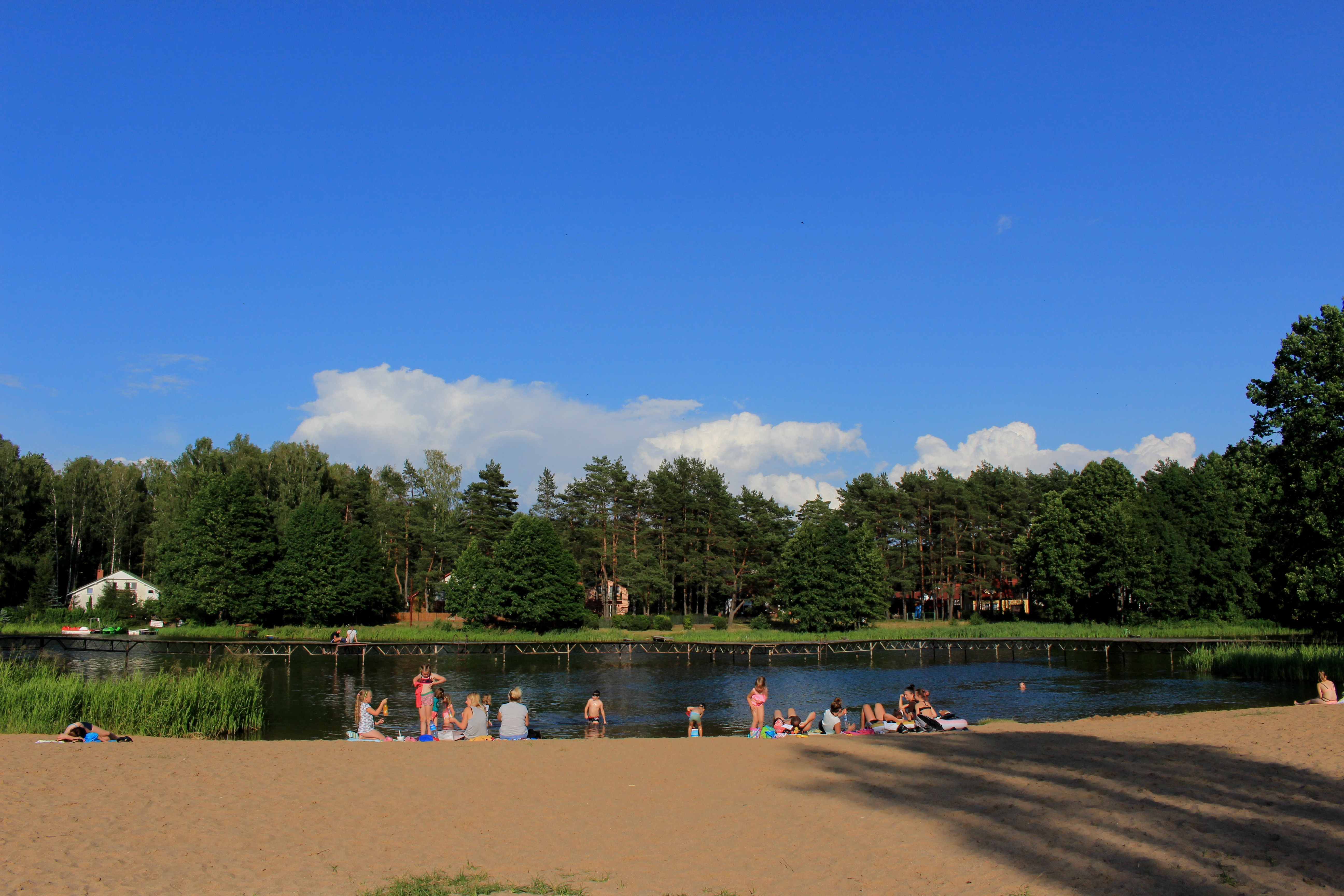
Jezioro Rosnowskie

Rosnowo (niem. Roßnow) – wieś w Polsce w województwie zachodniopomorskim, w powiecie koszalińskim, w gminie Manowo.

## Położenie
Miejscowość położona na Równinie Białogardzkiej, 20 kilometrów na południowy wschód od Koszalina, na zachodnim brzegu Jeziora Rosnowskiego. 

## Historia
W latach pięćdziesiątych XX wieku powstało tu osiedle dla lotników z lotniska w Zegrzu Pomorskim.
W latach 70. i 80. XX wieku cieszyła się dużą popularnością wśród mieszkańców Koszalina, mieściły się tu ośrodki wypoczynkowe, rozwijała się turystyka pobytowa, piesza, rowerowa oraz spływy kajakowe, miejscowość upodobali sobie wędkarze. We wsi pozostałości folwarku z XIX w., m.in. dom zarządcy i gorzelnia, w otoczeniu park podworski. 

## Obiekty
- Elektrociepłownia Rosnowo[6]
- Zespół hydrotechniczny „Elektrowni Rosnowo” z lat 1910–1924[7]
- Ośrodek Wypoczynkowy „Ranczo w Dolinie Radwi”
- Ośrodek Wypoczynkowy „Radew Rosnowo”[8]
- Trzy gospodarstwa agroturystyczne[9]
- Filia Biblioteki[10]
- Szkoła Podstawowa
- Przedszkole Samorządowe
- Świetlica „Rozgłośnia”
- Ośrodek Zdrowia
- Rosnowo Wąskotorowe – stacja Koszalińskiej Kolei Wąskotorowej
- Świadkowie Jehowy: zbór Rosnowo (Sala Królestwa Rosnowo 76E)[11]
- Kąpielisko z plażą[3]